# طواف إفريقيا للدراجات 2019
طواف أفريقيا للدراجات 2019 (بالإنجليزية: 2019UCI Africa Tour)‏ هو سباق دراجات هوائية،  وهو أحد سباقات طواف أفريقيا للدراجات.

## السباقات
| طواف أفريقيا للدراجات      | طواف أفريقيا للدراجات | طواف أفريقيا للدراجات                                | طواف أفريقيا للدراجات   | طواف أفريقيا للدراجات | طواف أفريقيا للدراجات   | طواف أفريقيا للدراجات | طواف أفريقيا للدراجات |
| التاريخ                    | #                     | السباق                                               | الفائز                  | الثاني                | الثالث                  |                       |                       |
| -------------------------- | --------------------- | ---------------------------------------------------- | ----------------------- | --------------------- | ----------------------- | --------------------- | --------------------- |
| 26 أكتوبر – 04 نوفمبر 2018 | 1                     | تور دو فاسو ‏                                         | Mathias Sorgho ‏         | Sjors Handgraaf ‏      | Dieter Bouvry ‏          |                       |                       |
| 22 نوفمبر                  | 2                     | Africa Cup I.T.T. ‏                                   | Sirak Tesfom ‏           | Aron Debretsion ‏      | Daniel Habtemichael ‏    |                       |                       |
| 25 نوفمبر                  | 3                     | Africa Cup R.R. ‏                                     | Sirak Tesfom ‏           | Dawit Yemane ‏         | Daniel Habtemichael ‏    |                       |                       |
| 21 – 27 يناير 2019         | 4                     | لا تروبيكال أميسا بونغو                              | نيكولو بونيفازيو        | لورينزو مانزين        | أندريه جريبيل           |                       |                       |
| 24 فبراير – 03 مارس 2019   | 5                     | طواف رواندا                                          | مرحاوي قدس              | رين تاراما            | ماتيو باديلاتي          |                       |                       |
| 04 – 08 مارس 2019          | 6                     | تور أوف جود هوب ‏                                     | Marc Oliver Pritzen ‏    | Jason Oosthuizen ‏     | Frans Claes ‏            |                       |                       |
| 22 – 26 مارس 2019          | 7                     | طواف مصر                                             | Polychronis Tzortzakis ‏ | يوسف مرزا بني حماد    | إيغور سيلفا             |                       |                       |
| 05 – 14 أبريل 2019         | 8                     | طواف المغرب                                          | Laurent Évrard ‏         | Edmund Bradbury ‏      | Louis Pijourlet ‏        |                       |                       |
| 5 مايو                     | 9                     | 100 Cycle Challenge ‏                                 | Jayde Julius ‏           | Steven van Heerden ‏   | نولان هوفمان            |                       |                       |
| 15 – 18 مايو 2019          | 10                    | تور دي ليمبوبو ‏                                      | Samuele Battistella ‏    | Kent Main ‏            | Connor Brown (cyclist) ‏ |                       |                       |
| 01 – 09 يونيو 2019         | 11                    | طواف كاميرون ‏                                        | Radoslav Konstantinov ‏  | Issiaka Cissé ‏        | Patrick Byukusenge ‏     |                       |                       |
| 17 يونيو                   | 12                    | Les Challenges de la Marche Verte-GP Sakia El Hamra ‏ | هرمان كيلر ‏             | Batuhan Özgür ‏        | Muhammet Atalay ‏        |                       |                       |
| 19 يونيو                   | 13                    | Les Challenges de la Marche Verte-GP Oued Eddahab ‏   | Jason Oosthuizen ‏       | Batuhan Özgür ‏        | هرمان كيلر ‏             |                       |                       |
| 20 يونيو                   | 14                    | Les Challenges de la Marche Verte-GP Al Massira ‏     | Gustav Basson ‏          | Ahmet Örencik ‏        | Adil El Arbaoui ‏        |                       |                       |
| 22 – 24 يونيو 2019         | 15                    | Challenge International du Sahara Marocain 2019 ‏     | Gustav Basson ‏          | Batuhan Özgür ‏        | هرمان كيلر ‏             |                       |                       |
| 22 يوليو                   | 16                    | Challenge du Prince-Trophée Princier ‏                | Jayde Julius ‏           | كلينت هيندريكس        | أسامة خافي ‏             |                       |                       |
| 24 يوليو                   | 17                    | Challenge du Prince-Trophée de l'Anniversaire ‏       | يوسف رقيقي              | Elchin Asadov ‏        | كلينت هيندريكس          |                       |                       |
| 25 يوليو                   | 18                    | Challenge du Prince-Trophée de la Maison Royale ‏     | يوسف رقيقي              | Jayde Julius ‏         | Elchin Asadov ‏          |                       |                       |
| 17 – 20 أكتوبر 2019        | 19                    | Grand Prix Chantal Biya ‏                             | عز الدين اجاب           | Marek Čanecký ‏        | Arjan Hofman ‏           |                       |                       |